# Ryushin Shouchi Ryu
 (août 2016).

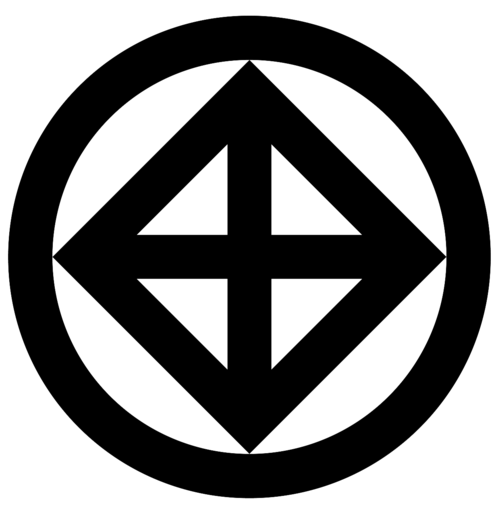
Symbole de Ryushin Shouchi Ryu.

Ryushin Shouchi Ryu (柳心照智流) est une école (Ryu) de Kobudo (arts martiaux antiques) spécialisée en iaijutsu (art de dégainer le sabre) et fondée par Kawabata Terutaka en 2006. Ses origines remontent à Tenshinsho Jigen Ryu, une branche de la tradition Tenshin Shoden Katori Shinto Ryu. L'actuel dépositaire (Soke) de la tradition Ryushin Shouchi Ryu est Yahagi Kunikazu.

## Histoire
Ryushin Shouchi Ryu est une branche de la tradition Tenshinsho Jigen Ryu, un système fondé par Tose Yosazaemon Osamune (十瀬 与三左衛門 長宗, c. 1540- c. 1600) durant l'ère (Era) Eiroku (1558-1570) et spécialisé en iai et kenjutsu. Tose était un samuraï de la province de Hitachi où il possédait des terres. Il se rendit au temple de Katori à l'âge de 20 ans pour étudier Tenshin Shoden Katori Shinto Ryu sous la direction du 3e soke, Iisaza Wakasa no Kami Morinobu. Après cinq ans d'entraînement, il obtint un menkyo Kaiden (certificat de maîtrise) puis poursuivit sa formation au temple de Kashima où il parvint à l'illumination et obtint de Takemikazuchi (le dieu du tonnerre dans la mythologie shintoïste) un recueil de techniques par l'intermédiaire d'un oracle.  Successivement à cette inspiration divine, il fonda Tenshinsho Jigen Ryu en empruntant à Tenshin Shoden Katori Shinto Ryu le terme "Tenshinsho" (unique et véritable transmission de l'une des déités du temple de Katori : Futsunushi – dieu du panthéon shintoïste qui personnifie le Sabre Sacré Futsu-no-Mitama) et en y associant celui de Jigen "révélation toute puissante" qui lui a été inspiré à la suite de son expérience mystique au temple de Kashima. Il aurait ensuite voyagé à Satsuma où il aurait rencontré son futur successeur Kaneko Shinkuro Morisada (金子 新九郎 盛貞, c. 1520- c. 1585).
Le 3e soke de Tenshinsho Jigen Ryu, Terasaka Yakuro Masatsune (赤坂 弥九郎 政雅, 1567- 1594), fut initié au maniement du sabre dès l'âge de 13 ans par Kaneko lui-même, dans la perspective de venger la mort de son père.  Il maîtrisa l'école à l'âge de 17 ans et vengea son père à 19. Peu de temps après, il déménagea à Kyoto pour devenir moine au temple Soto Zen de Tennejo où il prit le nom bouddhique de Zenkitsu (善吉, également écrit Zenkichi). En 1588, Togo Shigekata (東郷 重位, 1560- 1643) serait devenu le meilleur disciple de Zenkitsu après avoir maîtrisé le répertoire technique de l'école en moins d'un an. Ce serait ce dernier qui aurait combiné Taisha Ryu, qu'il avait préalablement étudiée auprès du fondateur, Marume Kurandonosuke Tessai, avec Tenshinsho Jigen Ryu pour fonder Jigen Ryu. Selon la tradition, le style Tenshinsho Jigen Ryu aurait été maintenu secret durant environ 400 ans à l'intérieur de l'école Jigen Ryu et de la branche Yakumaru Jigen Ryu, et sa transmission fut assurée par une lignée de Daï (succession de soke non liés par le sang).
Tenshinsho Jigen Ryu connut un renouveau sous les auspices du 27e soke, Ueno Yasayuki Genshin (上野 靖之 源心, 1913- 1972), lorsqu'il en reprit officiellement l'enseignement à Asakusa, Tokyo, jusqu'à sa mort survenue en 1972.  C'est à ce moment que Kawabata Terutaka (河端 照孝, b. Le 12 juillet 1940) a commencé sa maîtrise de l'épée de formation à la Sogo Budo Shobukan, qui a été fondée en 1963 par son père et était sous la direction de Ueno Yasuyuki Genshin. Ce fut durant cette période que Kawabata Terutaka commença l'étude de ce style au Sogo Budo Shobukan, fondé en 1963 par son père, sous la supervision de Ueno Yasuyuki Genshin lui-même. Après le décès de ce dernier, Kawabata poursuivit sa pratique et s'établit ensuite au Seiseikan à Akabane, Tokyo, où il fonda en 2006 le Ryushin Jigen Ryu. En 2008, le meilleur élève de Kawabata, Yahagi Kunikazu (矢作 訓一, b. April 5, 1948) devint le second soke de l'école.
En 2011, Kawabata Terukata changea le nom original de l'école, qui devint Ryushin shouchi Ryu, afin de clarifier l'un des principaux objectifs de l'étude de ce style : cultiver l'esprit et fortifier le corps par un entraînement rigoureux. Ryushin signifie : "l'esprit, ou l'âme, du saule pleureur", un arbre qui ne perd jamais ses feuilles, même en hiver, tandis que Shouchi peut être traduit par : "la sagesse éclairée". Mis ensemble, leur sens pourrait être : instituer dans le monde une sagesse immuable et s'appliquer quotidiennement à développer un corps et un esprit à la fois forts et flexibles.
Aujourd'hui, Ryushin Shouchi Ryu est également pratiqué hors du Japon et, notamment, aux États-Unis et en Europe. Tous les ans, Yahagi Soke entreprend des tournées officielles durant lesquelles il dirige des stages à l'étranger où il reçoit une chaleureuse audience de la part des pratiquants d'outre-mer. L'école participe également chaque année aux démonstrations dédiées au Kobudo (Kobudo Hono Embu Taikai) qui se déroulent au temple de Katori depuis plus de 25 ans.